# ヴェンジャンス (戦艦)
|          |                                                                 |
| 艦歴     |                                                                 |
| 発注     |                                                                 |
| 起工     | 1898年8月23日                                                   |
| 進水     | 1899年7月25日                                                   |
| 就役     | 1902年4月8日                                                    |
| 退役     | 1920年7月9日                                                    |
| その後   | 1921年12月1日にスクラップとして売却                             |
| 除籍     |                                                                 |
| 性能諸元 |                                                                 |
| 排水量   | 12,950トン                                                      |
| 全長     | 431 ft (131 m)                                                  |
| 全幅     | 74 ft (23 m)                                                    |
| 吃水     | 26 ft (7.9 m)                                                   |
| 機関     | 垂直三段膨張蒸気機関2基 2軸推進、15,400 ihp                     |
| 最大速   | 18ノット                                                        |
| 乗員     | 750名                                                           |
| 兵装     | 12インチ砲4門 6インチ砲12門 3インチ砲10門 18インチ魚雷発射管4門 |

ヴェンジャンス (HMS Vengeance) はイギリス海軍の前弩級戦艦。カノーパス級。

## 艦歴
1898年8月23日起工。1899年7月25日進水。1902年4月8日就役。
1914年8月の第一次世界大戦勃発時、ヴェンジャンスは海峡艦隊の第8戦艦戦隊に配属されイギリス海峡と大西洋の哨戒任務に就いた。1915年8月15日に第7戦艦戦隊に転属となり、戦艦プリンス・ジョージに代わり旗艦となった。ヴェンジャンスは、1914年8月25日にプリマス海兵大隊のベルギーのオーステンデへの上陸を支援した。
1914年11月、ヴェンジャンスはドイツ領カメルーンに対する作戦のため西アフリカへ派遣された。次いでエジプトへ移り、装甲巡洋艦ブラック・プリンスとウォーリアにかわってアレクサンドリアの警備艦となった。それからカーボベルデ・カナリア諸島艦隊に移って、戦艦アルビオンに代わりサン・ヴィセンテ島の警備艦となった。
1915年1月22日、ヴェンジャンスはダーダネルス作戦参加艦に選ばれた。ヴェンジャンスは1915年2月にダーダネルス海峡に到着した。
ヴェンジャンスは1915年2月18日と19日に行われた海峡入り口のオスマン帝国要塞に対する最初の砲撃に参加し、若干の損害を負った。ヴェンジャンスはまた、1915年3月18日の海峡内部の要塞に対する攻撃や、4月25日のモルト湾ヘレス岬への上陸支援、5月19日のオスマン帝国軍によるアンザック・コーブの連合国軍陣地に対する攻撃の際の上陸部隊支援に参加した。1915年5月25日の潜水艦によるヴェンジャンスに対する攻撃は不成功に終わった。
1915年7月、ボイラーの欠陥のため戦闘継続が不可能となったため、ヴェンジャンスはイギリスに戻り退役した。1915年12月までデヴォンポートでヴェンジャンスの修理がおこなわれた。
1915年12月に再就役すると、喜望峰および東アフリカ配備のためヴェンジャンスは12月30日にデヴォンポートを離れた。1916年にはダルエスサラーム占領に向かう作戦を支援した。
1917年2月、ヴェンジャンスはイギリスに戻り退役した。1918年2月まで係船された後、艦隊の砲のための対閃光装備の実験に使用されるため再就役した。それは1918年4月に完了し、その後ヴェンジャンスは部分的に武装が撤去された。
1920年7月9日にヴェンジャンスは売却リストに載せられ、1921年12月1日にスクラップとして売却された。1921年12月27日に曳航されてヴェンジャンスはデヴォンポートを離れた。12月29日、ドーバーに向かう途中イギリス海峡で曳航索が切れた。ヴェンジャンスはフランスの曳船により発見されシェルブールへ曳航された。そして、1922年1月9日に解体場所に到着した。